# Johann Peter von Quentell
Johann Peter von Quentell (* 30. September 1650 in Köln; † 13. April 1710 in Münster) war Weihbischof und Generalvikar im Bistum Münster.

## Leben
Der Sohn des kurkölnischen Vizekanzlers besuchte das Minoritengymnasium in Bonn und anschließend die Universität in Köln, wo er mit dem Mag. art. abschloss. Als Kanoniker von St. Gereon begab er sich von 1670 bis 1673 nach Rom, wo er am Collegium Germanicum studierte und auch zum Diakon und Priester geweiht wurde. In Köln zum Dr. jur. promoviert, wurde er im Dezember 1678 in das Kölner Domkapitel aufgenommen, was er wohl dem Einfluss seines Großonkels Thomas von Quentel verdankte, und auch in den Rang eines Apostolischen Protonotars erhoben. Von 1678 bis 1679 war Quentell als kurkölnischer Delegierter auf dem Friedenskongress zu Nimwegen tätig. Bei der Erzbischofswahl von 1688 war er, dessen Familie 1686 in den Adelsstand erhoben worden war, ein Parteigänger des Wilhelm Egon von Fürstenberg und verließ, gemeinsam mit seinem Onkel, nach dessen Niederlage Köln. Nun in Straßburg und Rom lebend, erhielt er weiterhin seine französische Pension von 500 Talern.
Seit 1690 Propst an St. Andreas (Köln), erbat Wilhelm Egon von Fürstenberg, der Bischof von Straßburg war, 1692 seine Ernennung zum Weihbischof in Straßburg. Da Fürstenberg aber zu sehr in die politischen Differenzen zwischen dem Papst und dem König von Frankreich verstrickt war, verzögerte sich die Ernennung Quentells bis 1698. Am 16. Mai 1698 zum Titularbischof von Adrianopolis ernannt, hat er sein Amt dort erst gar nicht angetreten. Erzbischof Joseph Clemens von Bayern berief ihn, nach einer Aussöhnung, am 14. August 1699 als Weihbischof nach Münster, wo er am 31. Mai 1707 auch noch zum Generalvikar ernannt wurde. Das ihm am 17. Juli 1703 angetragene Amt eines Weihbischofs in Köln hat er ausgeschlagen.

## Weihehandlungen
Von Quentell erteilte in seiner Amtszeit 685 Kandidaten die Tonsur, 452 die Niederen Weihen und weihte 379 Subdiakone, 349 Diakone und 305 Priester. Darüber hinaus weihte er am 22. Juni 1704 in St. Godehard Maximilian Heinrich von Weichs zu Rösberg zum Weihbischof in Hildesheim und im Folgejahr Johannes Rulle zum Abt von Marienfeld.